# Віденський союз
Віденський союз — союз Австрії та Іспанії, укладений 1725 року та спрямований проти Франції й Англії.

## Передісторія

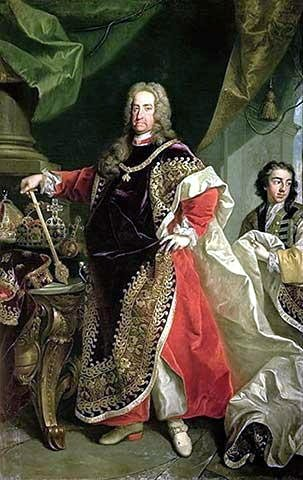
Австрійський імператор Карл VI

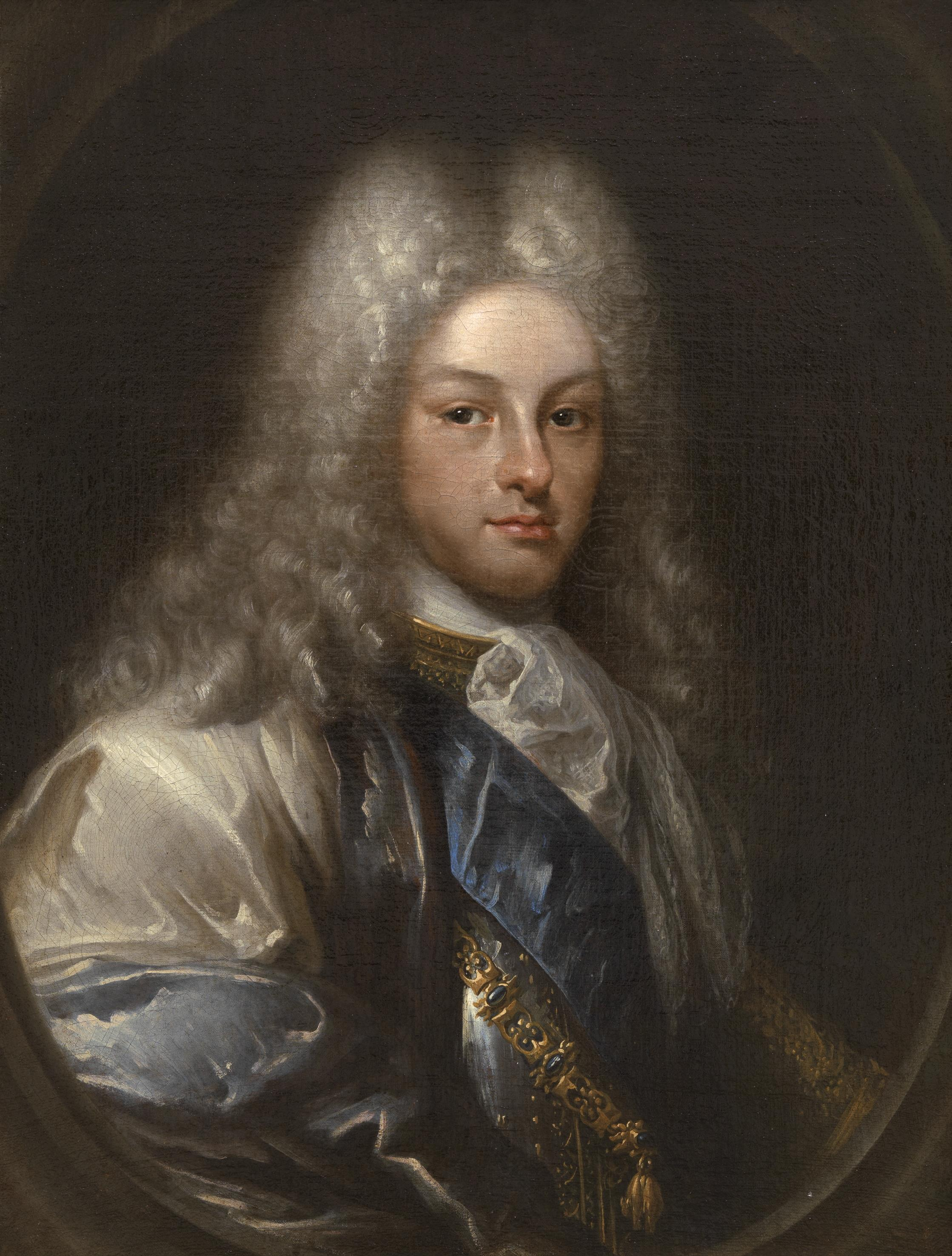
Іспанський король Філіп V

Після завершення війни за іспанську спадщину між Австрією та Іспанією залишились певні невирішені питання, що їх Франція з Англією намагались залагодити на конгресі в Камбре. Однак таке посередництво не мало успіху. Англія ж накликала на себе невдоволення обох держав, і вони почали зближуватись одна з одною.
Іспанія не могла примиритись із тим, що Менорка й Гібралтар залишались в руках англійців, до того ж її сильно дратувала англійська торгівля в іспанських колоніях. Австрія була невдоволена утисками, що їх чинили англійці й голландці Ост-Індійській компанії, заснованій австрійським імператором. Австрійсько-іспанське зближення прискорила також образа, якої французький двір завдав іспанському, несподівано розірвавши у квітні 1725 року заручини Людовика XV з іспанською інфантою.
30 квітня й 1 травня 1725 року у Відні було укладено три договори між австрійцями та іспанцями.

## Умови
- У першому договорі австрійський імператор відмовлявся від усіх претензій до Іспанії, а Іспанія від зазіхань на австрійські володіння в Італії та Нідерландах, а також визнавала Прагматичну санкцію.
- У другому Австрія та Іспанія укладали оборонний союз, а імператор зобов'язувався використовувати весь свій вплив, щоб Англія повернула Іспанії Гібралтар і Менорку.
- Третій трактат був торговим договором, в якому Іспанія визнавала австрійську Ост-Індійську компанію й обіцяла поводитись в іспанських портах з підданими імператора як з нацією, що сприяє найбільше.

Трохи згодом були укладені угоди про шлюби інфантів Карлоса та Філіпа з двома дочками імператора.

## Наслідки
Союз не тільки загрожував війною Франції, але й зачіпав англо-голландські політичні й торгові інтереси.
З укладених у Відні договорів публічно було оголошено тільки про перший, однак в Англії невдовзі довідались про таємні угоди. На противагу блоку держав, що утворився, Лондон у вересні 1725 року уклав оборонний союз із Францією та Пруссією (Ганноверський союз).
Обстановка в Європі ставала загрозливою. Іспанія в лютому 1727 року почала військові дії проти Англії та взяла в облогу Гібралтар. Однак облога особливого успіху іспанцям не принесла. До Ганноверського союзу в травні приєднались Данія і Швеція.
За таких обставин австрійський імператор підписав 31 травня 1727 року в Парижі договір з Францією, Англією та Голландією, пообіцявши призупинити на 7 років привілеї Ост-Індійської компанії. Опинившись в ізоляції, Іспанія 6 березня 1728 року уклала мирний договір з Англією, а 9 листопада 1729 року підписала з Францією й Англією Севільський договір, відповідно до якого Іспанії дозволялось окупувати герцогства Парма та П'яченца. Вона також позбавила Відень наданих їй торгових привілеїв.
Ображена Австрія почала готуватись до війни. Англія в свою чергу пішла на поступки Австрії й без узгодження з Францією 1731 року визнала Прагматичну санкцію. Таким чином Віденський союз остаточно розпався.